# Autobahn-Obelisk

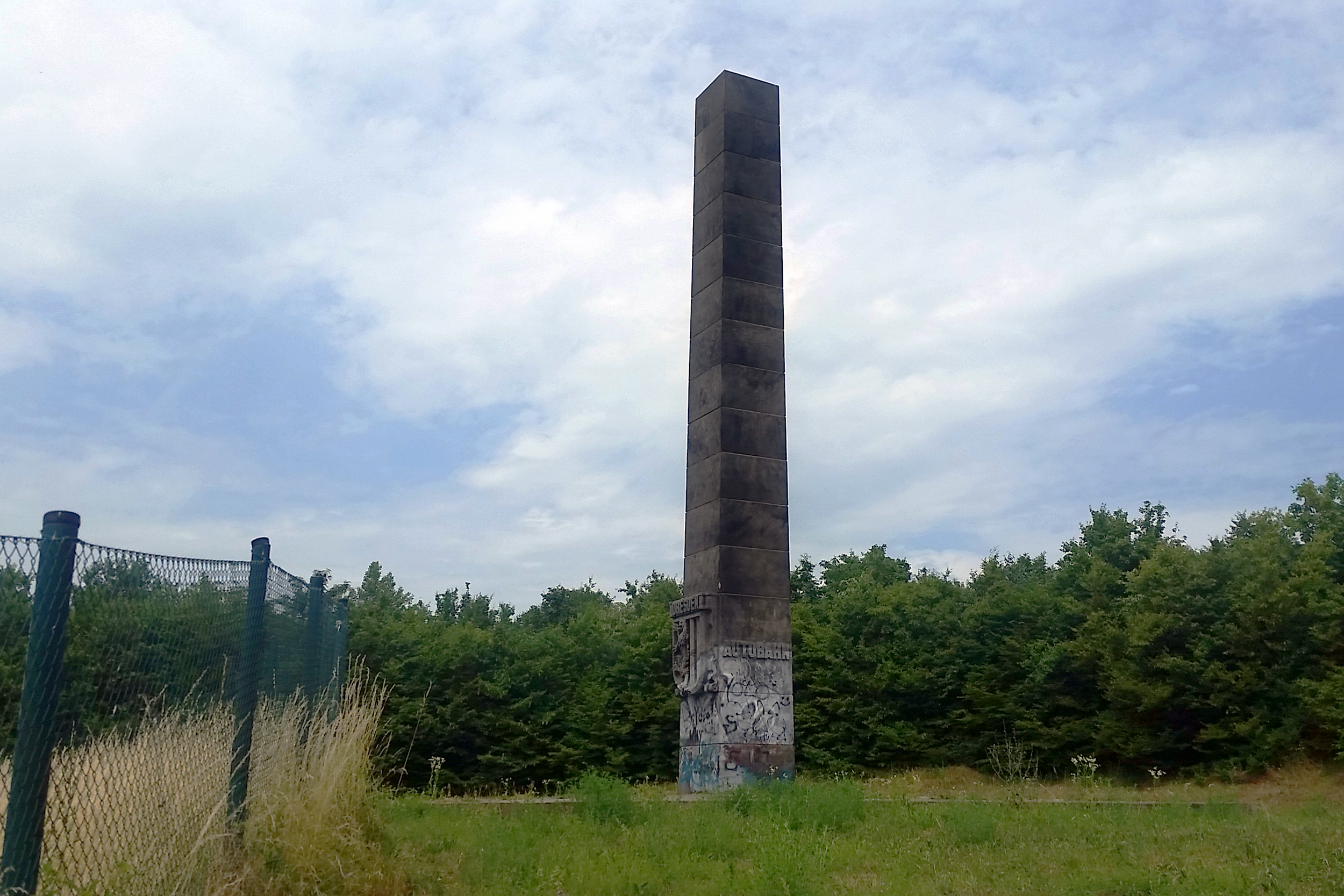
Vandalierter Autobahn-Obelisk, Dresden-Kaditz (2018)

Der Autobahn-Obelisk (alternativ als Autobahn-Stele bezeichnet) ist eine 13,5 Meter hohe Stele im Dresdner Stadtteil Kaditz. Sie befindet sich an der Anschlussstelle Dresden-Neustadt der Bundesautobahn 4 und steht unter Denkmalschutz.

## Geschichte
Im Zuge des Ausbaus der Reichsautobahnen in Sachsen wurden im Jahr 1937 die Autobahnabschnitte Dresden–Chemnitz–Meerane und Dresden–Bautzen fertiggestellt. Die Kilometrierung begann bei der heutigen Anschlussstelle Dresden-Neustadt. Die Einweihung der beiden Autobahnabschnitte wurde im Juni 1937 durch Adolf Hitler persönlich vorgenommen. Anlässlich dieses Ereignisses wurde durch den Bildhauer Max Grünert in der Nähe der Anschlussstelle der Autobahn-Obelisk errichtet. Die Stele zeigte neben dem Dresdner Stadtwappen die Aufschrift Reichsautobahn 1937 und nationalsozialistische Symbole. Nach dem Zweiten Weltkrieg wurden die nationalsozialistischen Elemente entfernt.
Im Rahmen des Ausbaus der A 4 im Jahr 1998 wurde die Stele um mehrere Meter an den heutigen Standort versetzt.

## Bauwerk
Die Stele ist 13,5 Meter hoch und wurde aus Sandstein angefertigt. Das Bauwerk steht auf einem steinernen Plateau in einer kleinen Grünanlage unmittelbar neben der Autobahn. Von den ursprünglichen Details sind das Stadtwappen von Dresden und das Wort AUTOBAHN erhalten geblieben.